# Arquidiocese de Popayán
A Arquidiocese de Popayán (Archidiœcesis Popayanensis) é uma circunscrição eclesiástica da Igreja Católica situada em Popayán, Colômbia. Atualmente está em sede vacante. Sua Sé é a Catedral Assunção da Virgem Maria de Popayán.
Possui 90 paróquias servidas por 144 padres, contando com 1295000 habitantes, com 90,3% da população jurisdicionada batizada.

## História
A diocese de Popayán foi erigida em 22 de agosto de 1546 pela bula Super specula militantis Ecclesiae do Papa Paulo III, recebendo o território da diocese do Panamá. Foi a terceira diocese criada em terras colombianas, depois das dioceses de Santa Marta e de Cartagena de Indias.
Era uma diocese sufragânea da arquidiocese de Lima, mas em 22 de março de 1564 passou a fazer parte da província eclesiástica da arquidiocese de Bogotá.
Em 28 de maio de 1803 e 31 de agosto de 1804, cedeu partes de seu território para o benefício da ereção das dioceses de Maynas (hoje diocese de Chachapoyas) e Antioquia (hoje Arquidiocese de Santa Fé de Antioquia).
Em 22 de setembro de 1835 por efeito da bula Solicitudo omnium ecclesiarum do Papa Gregório XVI incorporou algumas paróquias pertencentes à diocese de Quito (hoje arquidiocese).
Em 10 de abril de 1859, 30 de agosto de 1894 e 11 de abril de 1900, cedeu outras partes do território para o benefício da ereção das dioceses de Pasto, de Tolima e de Manizales (atualmente arquidiocese).
Em 20 de maio de 1900, a diocese se expandiu, incorporando parte do território da suprimida diocese de Tolima.
Em 20 de junho de 1900 foi elevada à arquidiocese metropolitana com o decreto In votis da Congregação para os Bispos.
Em 7 de julho de 1910, 13 de maio de 1921 e 17 de dezembro de 1952 novamente cedeu partes do território para o benefício da ereção, respectivamente, da diocese de Cali (hoje arquidiocese), da prefeitura apostólica de Tierradentro (atualmente vicariato apostólico) e da diocese de Palmira.
Em 23 de setembro 1964, ainda cedeu partes do território em benefício da diocese de Pasto.
Em 21 de setembro de 1979, foi inaugurado o Museu Arquiepiscopal de Arte Religiosa, com o objetivo não apenas de mostrar ao público, mas também de proteger, conservar, catalogar e restaurar o patrimônio artístico de propriedade da arquidiocese, paróquias, igrejas e conventos.

## Prelados
| #                 | Nome                                      | Período     | Notas                                  |
| Arcebispos        | Arcebispos                                | Arcebispos  | Arcebispos                             |
| ----------------- | ----------------------------------------- | ----------- | -------------------------------------- |
| 11º               | Omar Alberto Sánchez Cubillos, O.P.       | 2020-atual  |                                        |
| 10º               | Luis José Rueda Aparicio                  | 2018 - 2020 | Nomeado Arcebispo de Bogotá            |
| 9º                | Iván Antonio Marín López                  | 1997 - 2018 |                                        |
| 8º                | Alberto Giraldo Jaramillo, P.S.S.         | 1990 - 1997 | Nomeado Arcebispo de Medellín          |
| 7º                | Samuel Silverio Buitrago Trujillo, C.M. † | 1976 - 1990 |                                        |
| 6º                | Miguel Ángel Arce Vivas †                 | 1965 - 1976 |                                        |
| 5º                | Diego María Gómez Tamayo †                | 1944 - 1964 |                                        |
| 4º                | Juan Manoel González Arbeláez †           | 1942 - 1944 |                                        |
| 3º                | Maximiliano Crespo Rivera †               | 1923 - 1940 |                                        |
| 2º                | Emanuele Antonio Arboleda, C.M. †         | 1907 - 1923 |                                        |
| 1º                | Manuel José Cayzedo y Martínez Cuero †    | 1900 - 1905 | Nomeado Arcebispo de Medellín          |
| Bispos            |                                           |             |                                        |
| 29º               | Manuel José Cayzedo y Martínez Cuero †    | 1895 - 1900 |                                        |
| 28º               | Juan Buenaventura Ortiz †                 | 1888 - 1894 |                                        |
| 27º               | Carlos Bermúdez †                         | 1868 - 1887 | [ 5 ]                                  |
| 26º               | Pedro Antonio Torres †                    | 1853 - 1866 |                                        |
| 25º               | Fernando Cuero y Caicedo, O.F.M. †        | 1842 - 1851 |                                        |
| 24º               | Salvador Jiménez y Padilla †              | 1816 - 1841 |                                        |
| 23º               | Ángel Velarde y Bustamante †              | 1788 - 1809 |                                        |
| 23º               | Jerónimo Antonio Obregón y Mena †         | 1758 - 1785 | [ 6 ]                                  |
| 22º               | Diego del Corro †                         | 1752 - 1758 | Nomeado Arcebispo de La Paz            |
| 21º               | Francisco José de Figueredo y Victoria †  | 1741 - 1752 | Nomeado Bispo de Santiago de Guatemala |
| 20º               | Diego Fermín de Vergara, O.S.A. †         | 1732 - 1740 | Nomeado Bispo de Bogotá                |
| 19º               | Manuel Antonio Gómez de Silva †           | 1728 - 1731 |                                        |
| 18º               | Juan Francisco Gómez Calleja †            | 1725 - 1728 | [ 8 ]                                  |
| 17º               | Juan Gómez de Nava y Frías †              | 1714 - 1725 | Nomeado Bispo de Quito                 |
| 16º               | Mateo Panduro y Villafañe, O.C.D. †       | 1696 - 1714 | Nomeado Bispo de La Paz                |
| 15º               | Pedro Díaz de Cienfuegos †                | 1686 - 1696 | Nomeado Bispo de Trujillo              |
| 14º               | Cristóbal Bernardo de Quirós †            | 1672 - 1684 |                                        |
| 13º               | Melchor Liñán y Cisneros †                | 1668 - 1672 | Nomeado Bispo de Sucre                 |
| 12º               | Francisco de la Trinidad Arrieta †        | 1664        | (bispo eleito)                         |
| 11º               | Vasco Jacinto de Contreras y Valverde †   | 1658 - 1666 | Nomeado Bispo de Ayacucho o Huamanga   |
| 10º               | Gregorio de Montalvo †                    | 1651 - 1653 | (bispo eleito)                         |
| 9º                | Francisco de la Serna, O.S.A. †           | 1638 - 1645 | Nomeado Bispo de La Paz                |
| 8º                | Diego Montoya Mendoza †                   | 1633 - 1637 | Nomeado Bispo de Trujillo              |
| 7º                | Feliciano de la Vega Padilla †            | 1631 - 1633 | Nomeado Bispo de La Paz                |
| 6º                | Ambrosio Vallejo Mejía, O.Carm. †         | 1619 - 1631 | Nomeado Bispo de Trujillo              |
| 5º                | Juan Pedro González de Mendoza, O.S.A. †  | 1608 - 1618 | [ 11 ]                                 |
| 4º                | Juan de la Roca †                         | 1599 - 1605 |                                        |
| 3º                | Domingo de Ulloa, O.P. †                  | 1591 - 1598 | Nomeado Bispo de Morelia               |
| 2º                | Agustín Coruña Velasco, O.S.A. †          | 1564 - 1589 | [ 12 ]                                 |
| 1º                | Juan Valle †                              | 1546 - 1563 |                                        |
| Bispos auxiliares |                                           |             |                                        |
|                   | Alberto Giraldo Jaramillo, PSS            | 1974-1977   | Nomeado Bispo de Chiquinquirá          |
|                   | Hernando Velásquez Lotero                 | 1971-1973   | Nomeado Bispo de Facatativá            |
|                   | Alfonso Arteaga Yepes                     | 1962-1965   | Nomeado Bispo de Ipiales               |
|                   | Raúl Zambrano Camader                     | 1956-1962   | Nomeado Bispo de Facatativá            |
|                   | José Elías Puyana                         | 1849-1859   | Nomeado Bispo de Pasto                 |
|                   | Antonio Burbano , OESA                    | 1837        |                                        |